# Vrenz Bleijenbergh
Vrenz Bleijenbergh, né le 14 octobre 2000 à Brasschaat, est un joueur professionnel belge de basket-ball évoluant au poste d'ailier.

## Carrière
Vrenz Bleijenbergh commence à jouer au basket-ball à l’âge de quatre ans avec son club local Ticino Merksem de Merksem,. Il joue en tant que meneur de jeu même s’il est assez grand pour être un ailier fort.

### En club
En octobre 2018, Vrenz Bleijenbergh signe un contrat professionnel de longue durée avec les Telenet Giants Antwerp (équipe d'Anvers). Il refuse des offres pour évoluer au niveau universitaire aux États-Unis (NCAA) malgré des propositions de l'université de l'Arizona, de Texas Tech et de l'UCLA, entre autres. Il quitte l'école secondaire pour se concentrer sur sa carrière de basketteur. Après une saison avec Anvers, où il dispute 24 matchs pour des moyennes par match de 1,6 point, 1,3 rebond et 0,8 passe décisive, il se déclare candidat pour la draft 2019 de la NBA avant de retirer sa candidature. Au cours de la saison 2020-2021, il devient un titulaire régulier avec les Giants d’Antwerp. Il est nommé Étoile montante de la Ligue de basket-ball professionnel belge à la fin de la saison 2020-2021. Le 1er juin 2021, Vrenz Bleijenbergh se présente à la draft 2021 de la NBA mais il n'est pas sélectionné.
Le 10 août 2021, il s'engage pour trois saisons dans le championnat espagnol avec les Coosur Real Betis. Le 7 février 2022, il rompt son contrat avec le club de Séville.
Le 26 février 2022, Bleijenbergh rejoint la NBA Gatorade League et les Bulls de Windy City pour la fin de la saison. Il dispute seulement 3 matchs et n'inscrit pas le moindre point.
Il participe à la NBA Summer League 2022 avec les Suns de Phoenix.
Le 1er août 2022, il retourne dans le championnat belge en s'engageant avec le Filou Ostende. Bleijenbergh établit son record en carrière le 3 février 2023 en inscrivant 21 points face au Limbourg United. Les 12 et 15 février 2023, il réalise des double-doubles lors des deux confrontations face à son premier club du Telenet Giants Antwerp (11 points et 10 rebonds, puis 13 points et 11 rebonds),. Bleijenbergh égale son record de points le 29 mars 2023 face aux Landstede Hammers (en). Il remporte le championnat belge et est nommé MVP des playoffs.
Le 12 novembre 2022, ses droits en G League sont échangés contre Marcus Zegarowski et passent des Bulls de Windy City aux Nets de Long Island.
Le 26 juillet 2023, Bleijenbergh s'engage dans le championnat turc avec l'équipe du Merkezefendi Belediyesi Denizli Basket (en) de Denizli. En juillet 2024, il prolonge son contrat d'une saison.
En juillet 2025, il quitte la Turquie pour rejoindre le championnat australien et les South East Melbourne Phoenix pour la saison 2025-2026.

### En équipe nationale
Vrenz Bleijenbergh dispute le Championnat d'Europe des moins de 18 ans Division B avec la Belgique et y remporte la médaille de bronze. Il est nommé dans l'équipe-type du tournoi. Puis en 2019, il participe au Championnat d'Europe des moins de 20 ans Division B où il remporte une nouvelle fois la médaille de bronze. Bleijenbergh est une nouvelle fois nommé dans l'équipe type du tournoi.
Le 24 février 2019, il fête sa première sélection avec l'équipe de Belgique lors du match face à l'Islande lors des qualifications au Championnat d'Europe 2022.
Il est sélectionné pour participer à l'EuroBasket 2022.

## Palmarès et distinctions

### Palmarès

#### En club
- Vainqueur du championnat de Belgique avec Filou Ostende (2023)
- Vainqueur de la Supercoupe de Belgique et des Pays-Bas (en) avec Ostende (2022)

#### En équipe nationale
- Médaille de bronze au Championnat d'Europe masculin de basket-ball des moins de 18 ans Division B (2018)
- Médaille de bronze au Championnat d'Europe masculin de basket-ball des moins de 20 ans Division B (2019)

### Distinctions personnelles

#### En club
- Meilleur espoir du championnat de Belgique avec Telenet Giants Antwerp (2021)
- MVP des playoffs du championnat de Belgique avec Filou Ostende (2023)

#### En équipe nationale
- Membre de l'équipe-type du Championnat d'Europe masculin de basket-ball des moins de 18 ans Division B (2018)
- Membre de l'équipe-type du Championnat d'Europe masculin de basket-ball des moins de 20 ans Division B (2019)